# جو البطل (مسلسل)
جو البطل (باليابانية: あしたのジョー) هي سلسلة مانغا يابانية للملاكمة من تأليف أساو تاكاموري ورسم تيتسويا تشيبا. تدور أحداثها حول جو يابوكي، الذي يكتشف شغفه بالملاكمة في سجن الأحداث، وصعوده في ساحة الملاكمة اليابانية والعالمية. 
نُشرت المانغا في مجلة شونين الأسبوعية التابعة لكودانشا بين عامي 1968 و1973، وجُمعت فصولها في 20 مجلدًا من التانكوبون. خلال فترة نشرها، لاقت رواجًا كبيرًا بين الطبقة العاملة وطلاب الجامعات في اليابان. وقد حُوِّلت إلى العديد من الوسائط، منها مسلسل أنمي من إنتاج شركتي موشي برودكشن ونيبون أنيميشن. عرض لأول مره في 1 أبريل 1970 واستمر حتى 29 سبتمبر 1971 . ودبلج للغة العربية. ومسلسل أنمي "ميغالوبوكس"، وهو إعادة تصور مستقبلية للسلسلة الأصلية، أُنتج بمناسبة الذكرى الخمسين للسلسلة.

## القصة
جو يابوكي، هو شاب متشرد، يلتقي صدفة مع مدرب الملاكمة السابق مدمن الكحول دانبي تانغ أثناء تجواله في أحياء سانيا الفقيرة. يدرك دانبي موهبته، فيدرب جو كملاكم، ولكن يتم القبض على جو بتهمة الاحتيال. يقاتل جو نيشي كانيتشي، زعيم مجموعة من الجانحين، في سجن التوقيف، فينقل الاثنين إلى مركز احتجاز الأحداث. هناك، يلتقي جو بتورو ريكيشي، وهو ملاكم مشهور سابق، ويطوران منافسة بعد أن منعه ريكيشي من الهروب. ينظم السجن بطولة ملاكمة بقيادة دانبي وممولة من المليونير ميكينوسوكي شيراكي وابنته يوكو. يسيطر ريكيشي على جو في المباراة النهائية حتى يوجه الأخير لكمة مضادة، مما يؤدي إلى ضربة قاضية مزدوجة. يشعر جو وريكيشي أن المباراة لم تحل أي شيء، ويتعهدان بالقتال مرة أخرى كملاكمين محترفين.
بعد إطلاق سراحه من السجن، انضم جو إلى صالة دانبي الصغيرة الجديدة للملاكمة برفقة نيشي. اكتسب جو شهرة كملاكم هاوٍ بفضل أسلوبه في القتال وانتصاراته بالضربة القاضية المتقاطعة، لكنه مُنع من الحصول على رخصة احترافية حتى استفزّ الملاكم البطل وولف كاناغوشي. نفّذ جو ضربة ثلاثية متقاطعة على وولف ليفوز بمباراتهما، ويحصل على حق مواجهة ريكيشي في حلبة المحترفين.

## روابط خارجية
- Chiba Tetsuya Official Site
- جو البطل على موقع ANN manga (الإنجليزية)
- Official Konami website of Ashita no Joe Makkani Moeagare!
- Official Konami website of Ashita no Joe Masshiro ni Moe Tsukiro!